# Cratere Pital
Pital  è un cratere sulla superficie di Marte.